# Candinegoro
Candinegoro is een bestuurslaag in het regentschap Sidoarjo van de provincie Oost-Java, Indonesië. Candinegoro telt 3351 inwoners (volkstelling 2010).